# Chapelizod

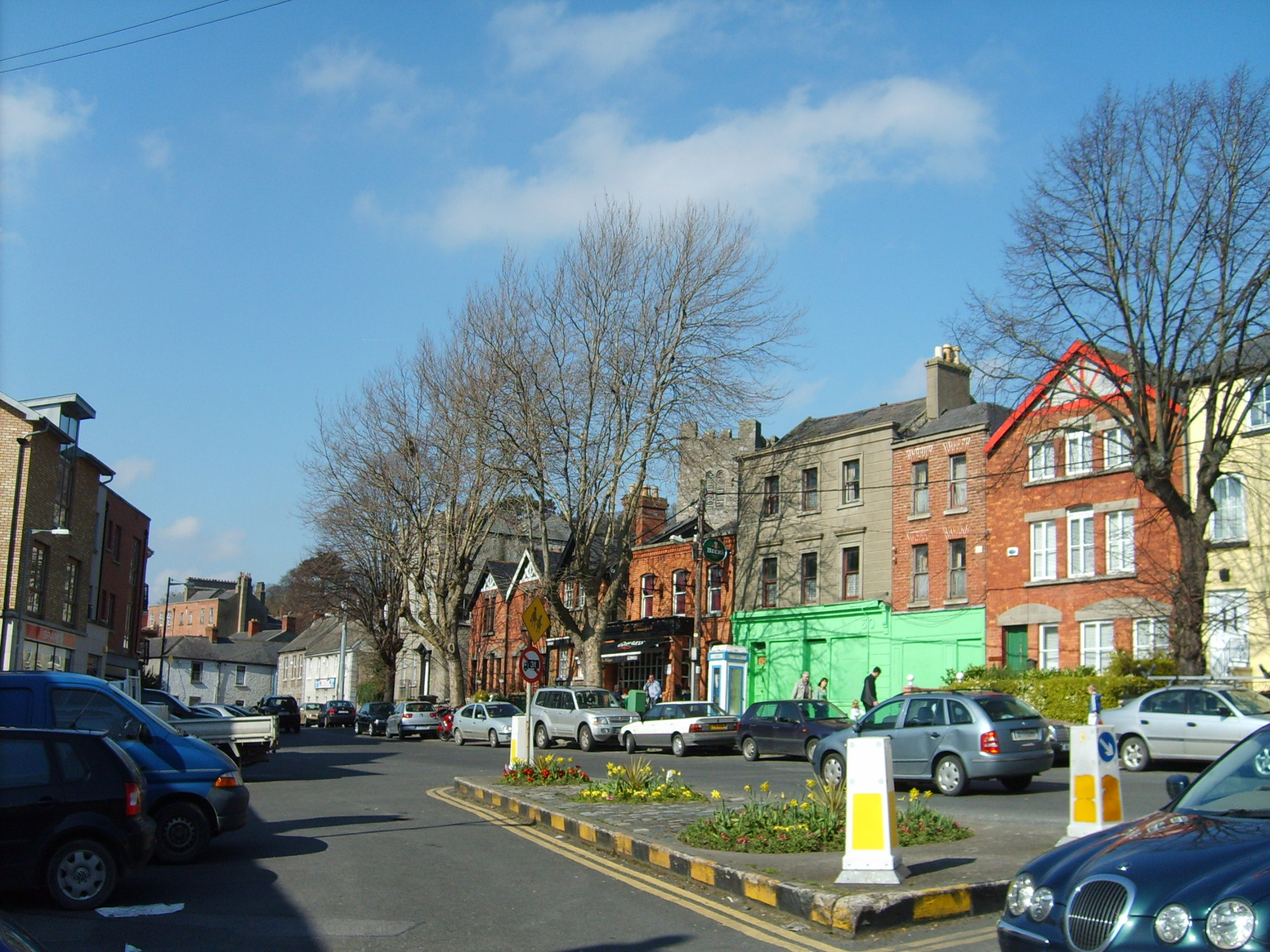
El autor soy yo, la foto es de Chapelizod Village.

Chapelizod (Séipéal Iosóid en irlandés) es un pueblo situado en Dublín, cuyo topónimo significa la capilla de Isolda, la que según la leyenda arturiana, mantuvo un idilio con Tristán.
Se encuentra situado al oeste de la ciudad de Dublín, justo a lo largo del río Liffey y es fronterizo con la localidad de Palmerstown al oeste, con Strawberry Beds al noroeste y al sur con parte de Ballyfermot y la carretera principal de Dublín, la autopista N4 y al norte con el Parque Fénix, quedando muy cerca del Crómlech, un monumento megalítico formado por piedras o menhires clavados en el suelo. Algunos edificios interesantes del pueblo son la «Iglesia de San Lorenzo» y una casa llamada Le Fanu que, además de tener historias de fantasmas, nadie tiene claro qué construcción es esa, por lo que se rumorea que es la tumba de Isolda de Irlanda.